# Ahmad al-Aidy

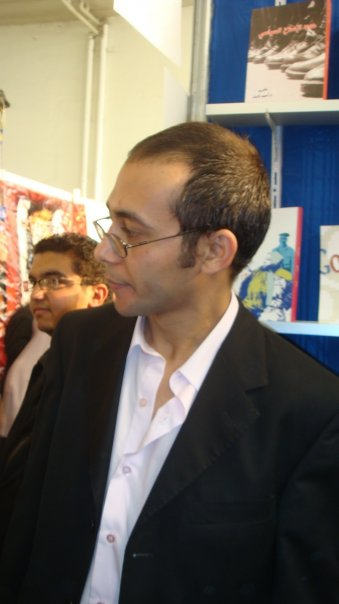
Ahmad al-Aidy.

Ahmad al-Aidy (arabiska: أحمد العايدي), född 1974, är en egyptisk författare, uppvuxen i Saudiarabien.
al-Aidy slog igenom 2003 med sin debutroman An takun 'Abbas al-'Abd ("Att vara Abbas al-Abd"). Den har kallats "den första arabiska generationsromanen" och fick uppmärksamhet för sin experimentella form, cyniska humor och tvära kast mellan högarabiska och egyptisk gatuslang. Hans andra bok var diktsamlingen al-'Ishq al-Sadi ("Den sadistiska kärleken", 2009), med dikter skrivna på egyptisk arabiska.
Han har också skrivit manus till tv, film och tecknade serier, och arbetar som redaktör på förlaget Bloomsbury Qatar.